# Amtsgericht Mehlsack
Das Amtsgericht Mehlsack war ein preußisches Amtsgericht mit Sitz in Mehlsack, Ostpreußen.

## Geschichte
Das königlich preußische Amtsgericht Mehlsack wurde mit Wirkung zum 1. Oktober 1879 als eines von zehn Amtsgerichten im Bezirk des Landgerichtes Braunsberg im Bezirk des Oberlandesgerichtes Königsberg gebildet. Der Sitz des Gerichtes war Mehlsack. Aufgehoben wurde die Gerichtskommission Mehlsack beim Kreisgericht Braunsberg. Sein Gerichtsbezirk umfasste aus dem Kreis Braunsberg den Stadtbezirk Mehlsack und die Amtsbezirke Langwalde, Layß, Lichtenau, Peterswalde, Plauten, und Woynitt. Am Gericht bestand 1888 eine Richterstelle. Das Amtsgericht war damit ein kleines Amtsgericht im Landgerichtsbezirk.
Im Jahre 1945 wurden der Amtsgerichtsbezirk unter polnische Verwaltung gestellt und die deutschen Einwohner vertrieben. Damit endete auch die Geschichte des Amtsgerichtes Mehlsack.